# Џој Пол Гилфорд
Џој Пол Гилфорд (енгл. Joy Paul Guilford, 7. март 1897. – 26. новембар 1987.) је био амерички психолог који се највише памти по својој психометријској студији људске интелигенције, укључујући разлику између конвергентне и дивергентне производње.
Развијајући ставове Л. Л. Терстона, Гилфорд је одбацио став Чарлса Спирмана да се интелигенција може окарактерисати једним нумеричким параметром. Он је предложио да су за тачан опис неопходне три димензије: операције, садржај и производи. Анкета Review of General Psychology, објављена 2002. године, сврстала је Гилфорда као 27. најцитиранијег психолога 20. века.

## Каријера
Гилфорд је дипломирао на Универзитету у Небраски пре него што је студирао код Едварда Тиченера на Корнелу. Гилфорд је 1937. године изабран за члана Друштва експерименталних психолога, а 1938. је постао трећи председник Психометријског друштва, на трагу његовог оснивача Луиса Леона Терстона и Едварда Торндајка, који је био на тој функцији. 1937. Гилфорд је био на бројним позицијама у Небраски и кратко на Универзитету Јужне Калифорније. Године 1941. ушао је у америчку војску као потпуковник и служио као директор Јединице за психолошка истраживања бр. 3 у војној бази Санта Ана. Тамо је радио на одабиру и рангирању приправника у ваздухопловству док је Војно ваздухопловство истраживало зашто значајан број приправника није дипломирао.
Унапређен је у начелника Јединице за психолошка истраживања у команди за обуку Ваздухопловних снага САД у Форт Ворту, Гилфорд је 1943. године надгледао Станине (Standard Nine) пројекат, који је идентификовао девет специфичних интелектуалних способности кључних за управљање авионом. (Станинес, данас уобичајен термин у образовној психологији, скован је током Гилфордовог пројекта). Током Другог светског рата, Гилфордова употреба ових фактора у развоју дводневне Класификационе тестне батерије била је значајна у повећању стопе дипломирања за приправнике ваздухопловног особља.
Отпуштен као пуковник након рата, Гилфорд се придружио образовном факултету на Универзитету Јужне Калифорније и наставио да истражује факторе интелигенције. Много је објављивао о ономе што је на крају назвао теоријом структуре интелекта, а његово послератно истраживање је идентификовало укупно 90 дискретних интелектуалних способности и 30 бихејвиоралних способности.
Гилфордово 20 година истраживања у Јужној Калифорнији финансирали су Национална научна фондација, Канцеларија за образовање бившег Одељења за здравље, образовање и добробит и Канцеларија за поморска истраживања. Иако су Гилфордови субјекти били регрути у команди за обуку ваздухопловства у ваздухопловној бази Рандолф у Сан Антонију, Канцеларија за поморска истраживања руководила је овим истраживањем.
Гилфордово послератно истраживање довело је до развоја класификацијског тестирања које је, модификовано на различите начине, ушло у различите процене особља које су спроводиле све гране Оружаних служби САД. Дакле, уопштено говорећи, сви квалификациони испити за војну САД из 1950-их, 1960-их и 1970-их произашли су из Гилфордовог истраживања.

## Одабрана библиографија
- Guilford, J.P.. (1967). Joy Paul Guilford. A history of psychology in autobiography. 5. 169–191.
- Guilford, J.P. (1936) Psychometric Methods. New York, NY: McGraw-Hill.
- Guilford, J.P. (1939) General psychology. New York, NY: D. Van Nostrand Company, Inc.
- Guilford, J.P (1950). „Creativity”. American Psychologist. 5 (9): 444—454..
- Guilford, J.P. (1967). The Nature of Human Intelligence.
- Guilford, J.P. & Hoepfner, R. (1971). The Analysis of Intelligence.
- Guilford, J.P. (1982). Cognitive psychology's ambiguities: Some suggested remedies. Psychological Review, 89, 48–59.
- (1969). Guilford's Structure of Intellect Model: Its Relevance for the Teacher Preparation Curriculum. Curriculum Theory Network, (3), 47–64.